# Elvis da Paulista
Elvis da Paulista é um artista de rua que desde o ano de 2011 se apresenta na Avenida Paulista, na cidade brasileira de São Paulo. Trata-se do principal personagem do músico Marcio Henrique de Aguiar (São Paulo, 29 de março de 1973), que costuma se apresentar encarnando o rei do rock nas tardes de quinta a domingo, imitando ainda Dinho Ouro Preto, vocalista da banda Capital Inicial, além de hits sertanejos. Marcio já foi alvo de ampla cobertura midiática: foi tema de documentário e alvo de reportagens em veículos como Veja, Folha de S.Paulo, UOL, Rede Globo, Record, BOL, Gazeta, Band, RedeTV! e NGT. Em coluna do jornal O Estado de S. Paulo, Marcio é considerado um "clássico" da Avenida Paulista.